# George Murdock (anthropologue)
Pour les articles homonymes, voir George Murdock.
George Peter Murdock (1897-1985) est un anthropologue américain.
Il effectue quelques travaux de terrain (aux États-Unis) dans les années 1930, mais se consacre surtout à l'ethnologie comparée et à la mise au point d'une méthodologie rigoureuse, faisant largement appel aux données quantitatives.
Nommé professeur à l'Université de Pittsburgh en 1962, il y fonde la revue Ethnology.  

## Publications
- Social Structure, 1949 (en français : De la structure sociale, traduit par Sylvie Laroche et Massimo Giacometti. Paris, Payot, 1972)
- Ethnographic Atlas, 1967